# Actas de Marusia - Storia di un massacro
Actas de Marusia - Storia di un massacro è un film del 1976 diretto da Miguel Littín. Il film è ispirato al massacro di Marusia del 1925. La pellicola è stata candidata ai Premi Oscar 1976 come miglior film straniero.

## Trama
Marusia, villaggio minerario nel Cile settentrionale, è teatro, nel 1907, di un massacro. Le autorità governative autorizzano l'uso della violenza più efferata contro gli operai delle miniere per preservare il controllo delle compagnie straniere sullo sfruttamento delle risorse. Nonostante l'eroica resistenza di alcuni uomini, il villaggio verrà raso al suolo e gli abitanti sterminati.

## Distribuzione
Il film è stato presentato in concorso al 29º Festival di Cannes.

## Riconoscimenti (parziale)
- Premio Oscar
  - 1976 - Candidatura al miglior film straniero
- Festival di Cannes
  - 1976 - Candidatura alla Palma d'oro a Miguel Littín[1]
- Premio Ariel
  - 1976 - Miglior film
  - 1976 - Miglior regia a Miguel Littín[2]
  - 1976 - Miglior sceneggiatura a Miguel Littín